# 中颌棱鳀
中颌棱鳀（学名：Thryssa mystax）为鳀科棱鳀属的鱼类，俗名范多。分布于朝鲜、印度、缅甸、马来亚、泰国、越南、菲律宾、印度尼西亚以及南海、东海、黄海等海域，棲息深度可達50公尺，主要生活于浅海，本魚顎骨長，延伸到或幾乎到第一個胸鰭鰭條的基底，第一個上顎骨橢圓形，細小。在內緣上下鰓耙有鋸齒甚至而不是形成一叢，在鰓裂的上半部後面具一個黑色斑塊，體長可達15.5公分，棲息在沿海、河口區，喜群游，屬肉食性，可做為食用魚。该物种的模式产地在马拉巴尔。

## 扩展阅读
維基物種上的相關：中颌棱鳀